# 四歲馬經典賽事系列
四歲馬經典賽事系列（英語：Four-Year-Old Classic Series，簡稱：4-Y-O Classic Series），常被香港及外地傳媒誤稱為「四歲馬三冠」。是一個由香港賽馬會舉辦的香港賽馬賽事系列，於2016/2017年度馬季首次推出。香港賽馬會舉辦此賽事系列，旨在表揚有突出表現的香港四歲競賽馬，並發掘香港的卓越賽駒。此系列由沙田馬場舉行的三項香港本地一級賽（表列賽）組成，分別為：香港經典一哩賽（1600米）、香港經典盃（1800米）及香港打吡大賽（2000米）。三項賽事皆只限於香港訓練的四歲競賽馬參賽。

## 背景及沿革

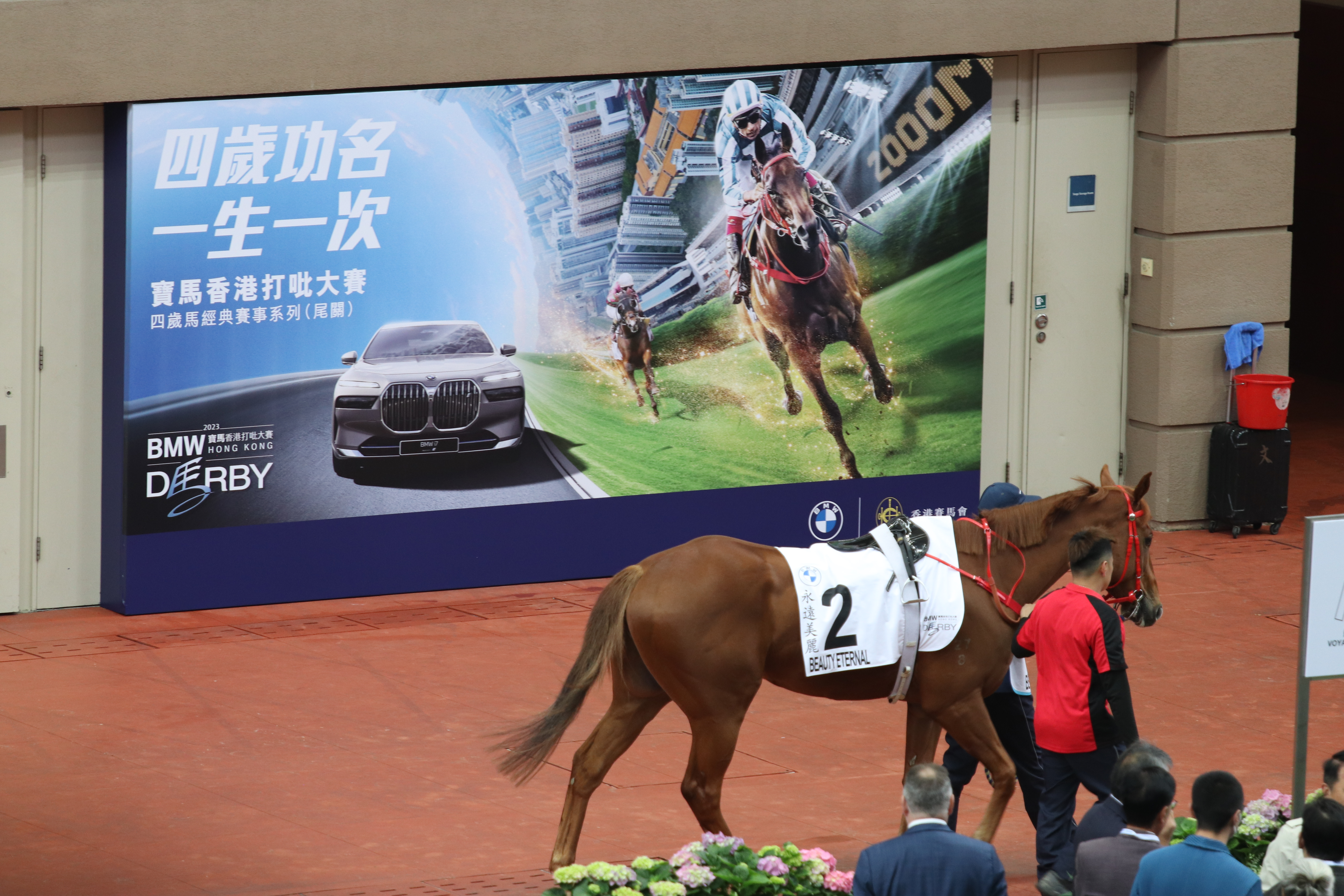
香港打吡大賽2023宣傳海報，2023年3月19日攝於沙田馬場

1873年，首屆香港打吡大賽於跑馬地馬場舉行，是其中一項歷史最悠久且最重要的香港賽馬錦標。1980至1981年度馬季起，馬會參照英國葉森打吡大賽乃至世界各地的打吡賽事只准三歲馬角逐的規則，規定香港打吡大賽只限於香港訓練的四歲馬參賽，香港打吡大賽亦遂被譽為「四歲功名，一生一次」的香港馬壇盛事。有別於葉森打吡大賽，香港打吡大賽的四歲馬參賽規則是因應香港賽馬的客觀環境而訂定。因為香港匯集了來自世界各地的賽駒，包括來自南半球的國家（如澳洲、紐西蘭）和北半球的國家（如英國、法國、愛爾蘭），而牠們的成長程度不一，且從海外購入的三歲馬需要充分時間適應香港水土。故此，為確保賽事公平，馬會須等待馬匹成長至四歲方准許牠們參與打吡大賽，以確保賽駒在相近的成長程度和情況下競逐賽事。
為讓符合參與香港打吡大賽資格的四歲馬熱身，並決定可取得打吡大賽優先出賽權的賽駒，馬會並於1980至1981年度馬季創辦途程1600米的前哨戰香港打吡預賽。其後，香港打吡預賽自2000至2001年度馬季起被香港經典一哩賽取代。2005至2006年度馬季，馬會宣布復辦香港打吡預賽，並自2010至2011年度馬季起將預賽賽事更名為香港經典盃。
2016至2017年度馬季，馬會宣布創辦「四歲馬經典賽事系列」，將香港經典一哩賽、香港經典盃及香港打吡大賽分別列為該系列的首關、次關及尾關賽事。首匹於同一馬季內勝出全部三關賽事的賽駒為「佳龍駒」，後獲追頒為2016至2017年度馬季香港馬王。然而，即使有馬匹能於同一馬季內勝出四歲馬經典賽事系列全部三關賽事，其馬主亦不會獲馬會額外頒發特別獎金，這項安排有別於向同一馬季內勝出香港三冠大賽三關賽事（董事盃、香港金盃、香港冠軍暨遮打盃）馬匹之馬主額外頒發1000萬港元特別獎金，以及向同一馬季內勝出香港速度系列三關賽事（百週年紀念短途盃、女皇銀禧紀念盃、主席短途獎）馬匹之馬主額外頒發500萬港元特別獎金的安排。
2025/26年馬季起，四歲馬經典賽事系列所有賽事全數納入「全球匯合彩池」博彩品牌。

## 賽事

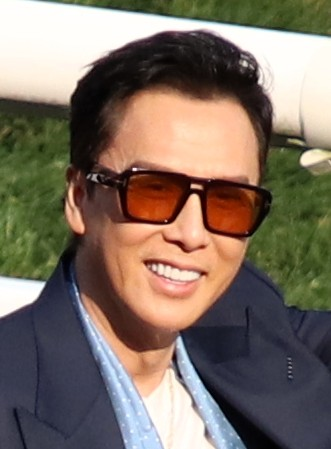
2025年3月23日，甄子丹以「寶馬香港打吡大使」身分於沙田馬場出席香港打吡大賽2025賽馬日

### 香港經典一哩賽
系列首關賽事香港經典一哩賽前身為香港打吡預賽，首屆預賽賽事於1980年12月6日假沙田馬場舉行，後自2001年2月18日起更名為現名。途程為草地1600米。

### 香港經典盃
系列次關賽事香港經典盃前身為於2005至2006年度馬季復辦的香港打吡預賽，於2006年3月4日假沙田馬場舉行。其後，賽事自2011年2月20日起更名為現名。途程為草地1800米。

### 香港打吡大賽

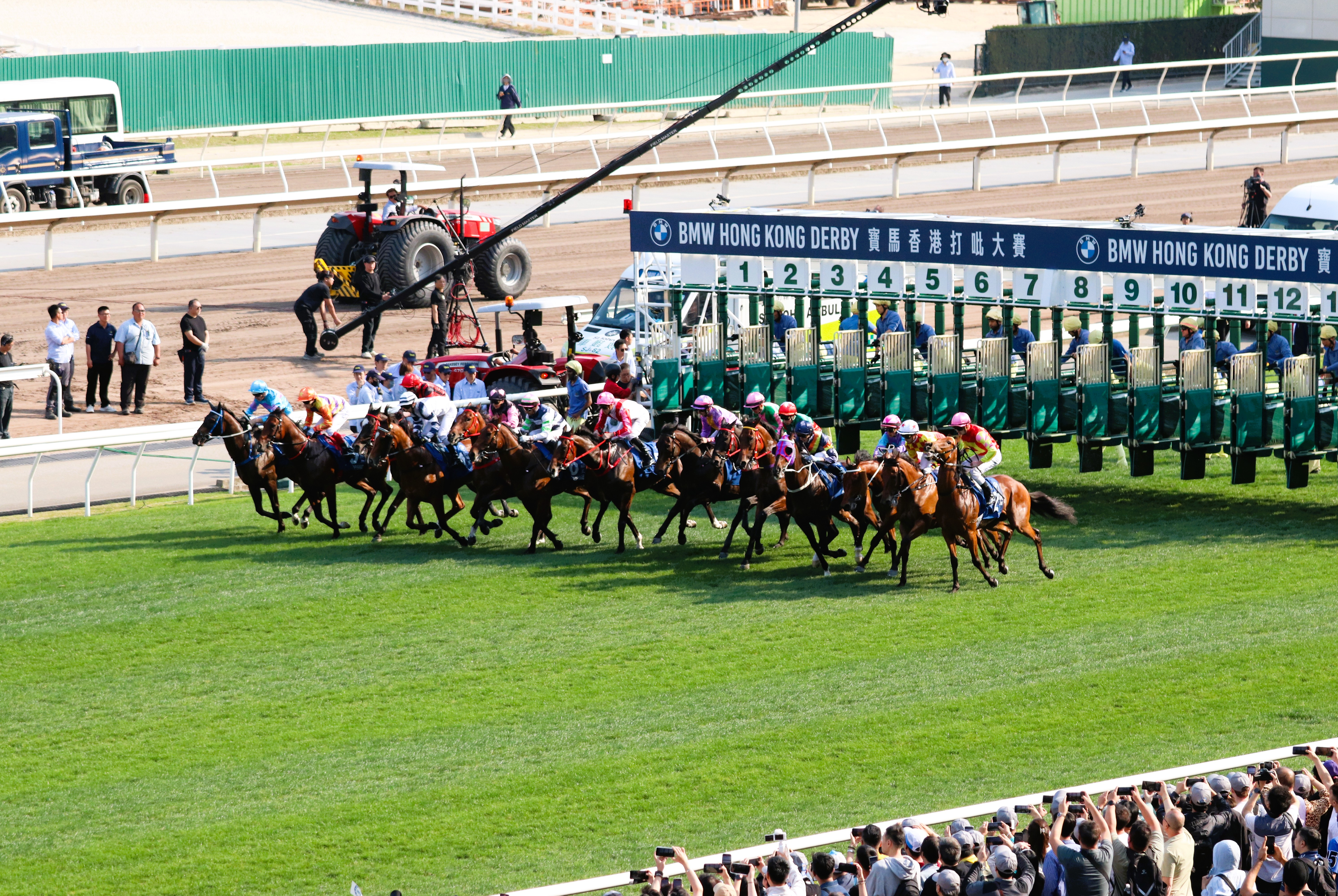
2025年香港打吡大賽馬匹出閘

系列尾關賽事為香港打吡大賽，首屆賽事於1873年2月20日假跑馬地馬場舉辦:130，後自1979年起移師沙田馬場舉行至今。途程為草地2000米。

#### 與外地打吡大賽的分別
香港打吡大賽是由4歲馬匹競逐2000米，與外地傳統由3歲馬競逐一哩半（2400米）不同，礙於香港不是產馬地區，大部分馬匹在3歲才運到香港，如果要參加打吡，準備時間會不足，加上南、北半球馬的年齡計算有半年的差別（南半球馬匹的年齡於8月1日加1歲，南美洲馬匹於7月1日加1歲，北半球馬匹則於1月1日加1歲。），因此香港賽馬會把香港打吡大賽的參賽馬匹年齡定位為4歲。因此以4歲馬作為限制（同樣地不是育馬地區的澳門的澳門打吡及新加坡的新加坡打比也是以4歲馬限定作為出賽條件）。

## 四歲三冠王
自四歲馬經典賽事系列推出後，曾有兩匹賽駒成功在同一馬季內勝出全部三關賽事。首匹賽駒為由洪祖杭擁有及由練馬師約翰摩亞訓練的「佳龍駒」，其於2016至2017年度馬季勝出三關賽事後，獲追頒為當季最佳中距離馬、最受歡迎馬匹及香港馬王。第二匹賽駒為由陳家樑擁有及由練馬師呂健威訓練的「金鎗六十」，其於2019至2020年度馬季勝出三關賽事後，獲頒當季最佳四歲馬及最受歡迎馬匹獎項。

## 四歲三冠練馬師
自四歲馬經典賽事系列推出後，除了練馬師約翰摩亞憑佳龍駒，以及練馬師呂健威憑金鎗六十成功於同一馬季內攻下三關賽事，練馬師羅富全亦曾憑藉旗下不同馬匹於一季內贏得三關賽事的冠軍。
| 練馬師   | 年度      | 香港經典一哩賽冠軍 | 香港經典盃冠軍 | 香港打吡大賽冠軍 | 參考   |
| -------- | --------- | ------------------ | -------------- | ---------------- | ------ |
| 約翰摩亞 | 2016/2017 | 佳龍駒             | 佳龍駒         | 佳龍駒           | [ 10 ] |
| 羅富全   | 2018/2019 | 添滿意             | 妙算達人       | 添滿意           | [ 22 ] |
| 呂健威   | 2019/2020 | 金鎗六十           | 金鎗六十       | 金鎗六十         | [ 20 ] |

## 兩冠馬
自四歲馬經典賽事系列推出後，亦有賽駒在挑戰三關賽事中奪得了其中兩關的勝利，包括：
- 添滿意（2018/2019年度）：勝出香港經典一哩賽及香港打吡大賽，於香港經典盃取得第四名。[23][22]
- 浪漫勇士（2021/2022年度）：勝出香港經典一哩賽及香港打吡大賽，於香港經典盃取得第四名。[24][25]
- 遨遊氣泡（2022/2023年度）：勝出香港經典一哩賽及香港打吡大賽，於香港經典盃取得第六名。[26][27]
- 驕陽明駒（2023/2024年度）：勝出香港經典一哩賽及香港經典盃，於香港打吡大賽取得第八名。[28][29]

## 外部連結
- 香港賽馬會四歲馬經典賽事系列官方網站 （页面存档备份，存于）